# 壁头遗址
壁头遗址，位于山西省长治市郊区，是中华人民共和国山西省文物保护单位之一。
1965年5月24日，授予山西省文物保护单位，是一座古遗址。